# Chiều cao

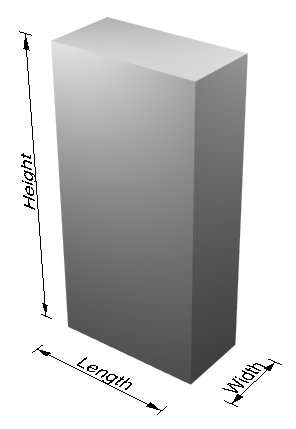
Một hình hộp chữ nhật thể hiện kích thước chiều dài, chiều rộng và chiều cao.

Chiều cao là thước đo khoảng cách dọc, phạm vi dọc (mức độ "cao" của một người nào đó) hoặc vị trí thẳng đứng (mức độ "cao" của một điểm). Ví dụ: "Chiều cao của tòa nhà đó là 50 m" hoặc "Chiều cao của máy bay là khoảng 10.000 m".
Khi thuật ngữ này được sử dụng để mô tả vị trí thẳng đứng (Ví dụ: máy bay) hay tính từ mực nước biển, chiều cao thường được gọi là độ cao. Hơn nữa, nếu điểm được gắn vào Trái Đất (ví dụ: đỉnh núi), thì độ cao (độ cao so với mực nước biển) được gọi là độ nâng hoặc cao độ.
Trong không gian Đề các, chiều cao được đo dọc theo trục dọc (y) giữa một điểm cụ thể và điểm khác không có cùng giá trị y. Nếu cả hai điểm xảy ra có cùng giá trị y, thì chiều cao tương đối của chúng bằng 0.

## Trong toán học
Trong các mô hình cơ bản của không gian, chiều cao có thể chỉ ra chiều thứ ba, hai chiều còn lại là chiều dài và chiều rộng. Chiều cao là chuẩn hóa đối với mặt phẳng được hình thành bởi chiều dài và chiều rộng.
Chiều cao cũng được sử dụng làm tên cho một số định nghĩa trừu tượng hơn. Bao gồm các:
1. Đường cao của một hình tam giác, là chiều dài từ một đỉnh của một hình tam giác đến đường thẳng được hình thành bởi phía đối diện;
2. Một phép đo trong một hình cung tròn của khoảng cách từ điểm giữa của cung tròn của đoạn tròn đến điểm giữa của đường nối với các điểm cuối của cung (xem sơ đồ trong hình cung tròn);
3. Trong một cây đồ thị có rễ, chiều cao của một đỉnh là chiều dài của đường đi xuống dài nhất đến một chiếc lá từ đỉnh đó;
4. Trong lý thuyết số đại số, " hàm chiều cao " là phép đo liên quan đến đa thức tối thiểu của số đại số; trong số các ứng dụng khác trong đại số giao hoán và lý thuyết biểu diễn;
5. Trong lý thuyết vành, chiều cao của một ideal nguyên tố là độ dài nhất của các độ dài của các chuỗi ideal nguyên tố chứa trong nó.

## Trong khoa học địa chất

### Trong địa chất
Mặc dù chiều cao có liên quan đến mặt phẳng tham chiếu, hầu hết các phép đo chiều cao trong thế giới vật lý đều dựa trên bề mặt bằng không, được gọi là mực nước biển. Cả độ cao và độ nâng, hai từ đồng nghĩa với chiều cao, thường được định nghĩa là vị trí của một điểm trên mực nước biển trung bình. Người ta có thể mở rộng bề mặt mực nước biển dưới các lục địa: ngây thơ, người ta có thể tưởng tượng rất nhiều kênh hẹp qua các lục địa. Trong thực tế, mực nước biển dưới một lục địa phải được tính toán từ các phép đo trọng lực và tồn tại các phương pháp tính toán hơi khác nhau; Xem trắc địa, độ cao.

### Trong trắc địa
Thay vì sử dụng mực nước biển, các nhà trắc địa thường thích xác định chiều cao từ bề mặt của ellipsoid tham chiếu, xem Hệ thống trắc địa, mốc đo lường dọc.
Xác định chiều cao của các mốc địa lý trở thành một câu hỏi liên quan đến tham chiếu. Chẳng hạn, ngọn núi cao nhất theo độ cao liên quan đến mực nước biển thuộc về đỉnh Everest, nằm ở biên giới của Nepal và Tây Tạng, Trung Quốc; tuy nhiên, ngọn núi cao nhất bằng cách đo đỉnh đến căn cứ thuộc về núi Mauna Kea ở Hawaii, Hoa Kỳ.

## Trong ngành hàng không
Trong thuật ngữ hàng không, các thuật ngữ chiều cao, độ cao và độ nâng không phải là từ đồng nghĩa. Thông thường, độ cao của máy bay được đo từ mực nước biển, trong khi chiều cao của nó được đo từ mặt đất. Độ nâng cũng được đo từ mực nước biển, nhưng thường được coi là một thuộc tính của mặt đất. Do đó, độ nâng cộng với chiều cao có thể bằng độ cao, nhưng thuật ngữ độ cao có một số ý nghĩa khác trong hàng không.